# ブルーヴィクセン・レーダー
ブルーヴィクセン（英語: Blue Vixen）は、フェランティ（後のGEC マルコーニ、現在のBAEシステムズ）社が開発したパルスドップラー・レーダー。社内呼称はARI 50019。名称はレインボーコードに準拠している。

## 来歴
フォークランド紛争で、イギリス海軍のBAe シーハリアーFRS.1は活躍したものの、同時のその限界も明らかになった。武器システムの中核となるブルーフォックス・レーダーについては、クラッター抑制能力の不足と、電波ホーミング誘導の視程外射程ミサイルの運用能力の欠如が指摘された。イギリス海軍はAMRAAMの運用に対応するとともに、全面的なルックダウン・シュートダウン能力を備えた火器管制レーダーを要望するようになった。
一方、ブルーフォックスの開発元であるフェランティ社は、1975年から1985年にかけて、プライベート・ベンチャーとしてブルーファルコン・レーダーを開発していた。これはコンパクトでプログラム可能なパルスドップラー・レーダーの技術実証モデルであった。これを元にした実用機として開発されたのが本機である。

## 設計
上記の経緯より、本機ではパルスドップラー処理が導入されており、クラッター抑制性能は飛躍的に向上し、ルックダウン・シュートダウン能力も付与された。レーダー信号処理用のデジタルシグナルプロセッサとしてはエリクソン社のD80が採用されている。動作モードとしては、高PRF・中PRF・低PRFの各モードを選択することができる。高PRFモードはルックダウンおよび高クラッター環境での捜索に使用される。低PRFモードはルックダウンでの測距および全周捜索に使用される。高PRFモードの技術は、トーネード ADV戦闘機のAI.24 フォックスハンター・レーダーから導入された。なお整備性向上のため、列線交換ユニットも導入されている。
また本機の大きな特徴が、アクティブ・レーダー・ホーミング（ARH）誘導のミサイルに対する誘導能力の付加であり、これによって、AMRAAM空対空ミサイルやシーイーグル空対艦ミサイルなどの運用に対応した。さらに本機では、捜索中追尾（TWS）にも対応した。当初、12の目標を追尾できるように要求されたが、実際には、これを上回る28の目標を追尾することができる。
本機は「欧米で開発された軽量レーダーとしてはもっとも傑出している」と評され、デリバリット・フォース作戦をはじめとするボスニア・ヘルツェゴビナ紛争に対する介入作戦の際には、E-3を補完して簡易的な空中早期警戒機としても用いられた。軽攻撃機向けのブルーホークが派生したほか、サーブ 39 グリペン用のPS-05/Aやユーロファイター タイフーン用のCAPTORなど、他社と共同開発した火器管制レーダーのベースともなった。
搭載機種
- BAe シーハリアー FA.2

## ブルーホーク
ブルーホーク・レーダーは、ブルーヴィクセンを元に開発された、軽量な火器管制レーダーである。4個の列線交換ユニットを含み、プログラミング言語としてはC言語、プロセッサとしてはMC68020が採用されている。また、HOTAS概念にも対応しているほか、データ・バスとしては、新しい大容量のMIL-STD-1553に対応している。平均故障間隔（MTBF）は250時間であるとされている。
旧東側諸国のMiG-21の近代化や、中華人民共和国とパキスタンが共同開発していたスーパー7、またマコやBAe ホークのような練習機/攻撃機への搭載も検討されていたが、いずれも実現しなかった。